# Тугуж Шурухуко Керзек
Тугуж Шурухуко Керзек (чер. Къерзэч Шырыхъукъо Тыгъужъ) (1799 — около 1880) — натухайский вождь и военачальник, участник Кавказской войны.

## Биография
Шурухуко Тугуж был одним из натухаевских дворян и лидеров черкесского сопротивления в 30-е годы XIX века. Он был зятем Мехмеда Индароко и, по всей видимости, в феодальной иерархии Натхокуаджа занимал такое же место, как и представители фамилии Шупако. Неясно, к какой именно фамилии принадлежал Шурухуко: вполне вероятно, что к одной из тех, что перечислены у Хан-Гирея или Люлье. Руководимый им отряд принимал активное участие в военных действиях 1840 года, когда была фактически разгромлена Черноморская береговая линия. Герой множества преданий и исторических песен. Военное искусство и беспримерная храбрость принесли ему громкую известность не только на Кавказе, но и (благодаря иностранным эмиссарам) в европейских государствах. Шотландский художник Уильям Симпсон, во время своего посещения Черкесии в 1855 году, написал портрет Шурухуко Тугужа подписав его «Tougouse the Wolf» - «Тугуз-Волк». В песне про Абатовых (Абатэмэ яорэд) образ Шурухуко Тугуза представлен как рыцаря, для которого война есть праздник: «Шурухуко Тугуз подоспел. „Хабечир“ с уздою играет. Великий бой с шуткой начинает. Ты превосходишь орков, — Шурухуко Тугуз». (Концевич, 59). В мемуарах англичан Шурухуко Тугуж предстает весьма колоритной фигурой, бесстрашным рыцарем с неукротимым характером. Джеймс Белл называл его черкесским Ричардом Львиное Сердце. Он писал о нём, как о «дворянине средних лет и самого располагающего к себе облика, к коему мы всегда, я и мои соотечественники, невольно питали большой интерес из-за его непоколебимой храбрости, предприимчивого ума, поистине королевской щедрости и крайней горячности характера». (Белл,2,190). Белл наблюдал из своего укрытия возле пшадского дольмена, как Шурухуко Тугуз на своем «маленьком белом боевом коне» «не спеша проскакал прямо перед плато, на котором я насчитал семь пушек»: «Это высокого роста мужчина, очень крепкого телосложения, полный жизни, воодушевления и энергии, и пока он таким образом медленно прогуливался, будучи столь очевидной целью посреди открытой равнины, я думал о нашем Львином Сердце, бросающем вызов сарацинам. Тем временем я желал прекращения этой сцены, так как интерес, который она возбуждала, имел нечто слишком невыносимое, тем более, что Тугуз (Волк) и я стали очень добрыми друзьями. Пока он описанным образом изучал лагерь, к нему присоединился другой черкес, тоже восседавший на белом коне, и я испытал живое удовлетворение, когда перед тем, как покинуть холм, наконец, увидел их возвращающимися из дерзкого похода, не дав русским возможности дорого заплатить за их отвагу». (Белл,1,169). Ещё похожее свидетельство о горячности и отваге Шурухуко: «… черкесское нетерпение пытается время от времени утешиться каким-нибудь отчаянным поступком. Приехавшие с Пшата рассказали нам вчера вечером, что Чурук-оку Тугуз (Tshuruk-oku Tughuz в оригинале. — Прим. С. Х.) и Джамболет (двоe из самых храбрых воинов) неожиданно напали с саблями в руках на отряд из пятисот русских и, пока соотечественники, сочтя их уже мертвыми; пребывали в отчаянии, те возвратились без одной царапины, убив немалое число своих противников». (Белл,1,160).